# پولوزی
پولوزی (پرتغالی: Polozzi؛ زادهٔ ۱ اکتبر ۱۹۵۵) بازیکن و مربی فوتبال اهل برزیل بود.
از باشگاه‌هایی که در آن بازی کرده‌است می‌توان به باشگاه فوتبال پونته پرتا و باشگاه فوتبال پالمیراس اشاره کرد.
وی همچنین در تیم ملی فوتبال برزیل بازی کرده‌است.